# Луцкое Евангелие
Луцкое Евангелие — рукописное иллюминированное Евангелие-апракос, созданное в XIV веке. Находится в собрании Российской государственной библиотеки в Москве.
Луцкое Евангелие — одно из древнейших восточнославянских памятников христианской культуры. Оно представляет собой полный апракос — богослужебный сборник, в котором текст четырёх Евангелий разделен на отдельные пронумерованные целостные части — начала, расположенные по порядку считывания в праздничные, воскресные и будние дни во время богослужения в течение года.
Луцкое Евангелие почти на два века старше Пересопницкого евангелия и считается его предтечей. Это одна из древнейших богослужебных книг Украины, сохранившаяся до наших дней. Рукопись относится к памятникам галицко-волынской книгописной школы, отражающая характерные для этой школы графические и языковые особенности. Маргиналии, а также языковые и палеографические признаки свидетельствуют о том, что местом написания книги был Спасский Красносельский монастырь близ Луцка.
Сведения о переписчиках не сохранились. Специалисты-историки, в частности, Г. Н. Логвин считал очевидным написание Луцкого Евангелия в первой четверти XIV века, В. В. Нимчук допускает, что Евангелие могло быть переписано в середине XIV века, а Я. П. Запаско датировал его второй половиной XIV века. Луцкое Евангелие, по А. П. Запаско, относится к 128 наиболее уникальным рукописным памятникам Украины.

## Краткое описание
- Размеры книги в оправе — 324 х 254×75 мм.
- Размеры внутреннего блока листов — 300 х 245×60 мм.
- Строк на странице — 20-22, столбцов — 2.
- Материал для написания текста — пергамент.
- Оправа (XVI—XVII вв.) — Доски, обтянутые кожей.
- Имеется семь заставок и почти 400 рисованных заглавных букв — инициалов.

## Письмо
Устав, одного почерка, прямой, широкий; промежутки между буквами в строке значительные; достаточно заметна разница в толщине между основными и вспомогательными линиями букв. Начертание букв характерно для второй половины XIV в.: Соединительные черты в йотированных гласных, слегка скошенные, идут снизу вверх, размещены в верхней части букв; буква имеет тонкую головку и с резко отброшенным вправо толстым, почти без изгиба хвостом; «В» — тонкая перемычка с плавным закруглением, ниже строчки не провисает; перекладинка в соединительных чертах расположена в верхней части, косая, идет сверху вниз; «Y» — в виде чаши, размещенной на высокой ножке.